# سانتی‌دنیا
سانتی‌دنیا (انگلیسی: Santi Denia؛ زادهٔ ۹ مارس ۱۹۷۴) بازیکن فوتبال اهل اسپانیا است.
از باشگاه‌هایی که در آن بازی کرده‌است می‌توان به باشگاه فوتبال اتلتیکو مادرید و باشگاه فوتبال آلباسته بالومپیه اشاره کرد.
وی همچنین در تیم‌های ملی فوتبال زیر ۱۸ سال اسپانیا، زیر ۲۱ سال اسپانیا، زیر ۲۳ سال اسپانیا، و اسپانیا بازی کرده‌است.